# 钝背草属
钝背草属（學名：Amblynotus）為紫草科的屬，該屬只有钝背草（A. obovatus）1种，分布于西伯利亚和中国黑龙江、内蒙古。多年生小草本；叶互生和基生；花组成蝎尾状聚伞花序，有苞片；萼5深裂；花冠蓝色，近辐状，喉部有5片附属物；雄蕊内藏；小坚果4，卵形，光滑，近基部着生于花托上。